# Шэнь Ян
Шэнь Ян (кит. трад. 沈陽, упр. 沈阳, пиньинь Shěn Yáng; род. 23 января 1989, Нанкин) — китайская шахматистка, международный мастер (2013).
В составе сборной Китая участница 2-х Олимпиад (2006—2008) и 3-х командных чемпионатов мира (2007—2009, 2013).

## Изменения рейтинга
| График не отображается по техническим причинам. Чтобы исправить это, воспроизведите график в новом формате, если это возможно. |